# Arthurdactylus
Arthurdactylus byl poměrně velkým ptakoještěrem, popsaným ze slavné brazilské formace Santana (stáří spodní křída). Tento pterodaktyloidní ornitocheirid je v současnosti znám podle poměrně kompletní kostry, postrádající pouze lebku a krční obratle. Šlo o velký rod s rozpětím křídel dosahujícím šířky 4,6 metru.
Název je odvozen podle jména spisovatele Arthura Conana Doyla, autora Ztraceného světa.